# Carvalhoa
Carvalhoa är ett släkte av oleanderväxter. Carvalhoa ingår i familjen oleanderväxter.
Kladogram enligt Catalogue of Life:
| Carvalhoa | \| \| Carvalhoa campanulata \| \| \| \| \| \| Carvalhoa macrophylla \| \| \| \| |
|           | \| \| Carvalhoa campanulata \| \| \| \| \| \| Carvalhoa macrophylla \| \| \| \| |
|           | Carvalhoa campanulata                                                           |
|           |                                                                                 |
|           | Carvalhoa macrophylla                                                           |
|           |                                                                                 |